# Нојнкирхен (Баден)
Нојнкирхен (њем. Neunkirchen) општина је у њемачкој савезној држави Баден-Виртемберг. Једно је од 27 општинских средишта округа Некар-Оденвалд. Према процјени из 2010. у општини је живјело 1.786 становника. Посједује регионалну шифру (AGS) 8225068.

## Географски и демографски подаци
Нојнкирхен се налази у савезној држави Баден-Виртемберг у округу Некар-Оденвалд. Општина се налази на надморској висини од 316 метара. Површина општине износи 16,0 km². У самом мјесту је, према процјени из 2010. године, живјело 1.786 становника. Просјечна густина становништва износи 112 становника/km².

## Међународна сарадња
| Мјесто | Држава | Врста сарадње | Од    |
| ------ | ------ | ------------- | ----- |
|        | Чешка  | контакт       | 2000. |
| Извор  |        |               |       |